# جون كوباياشي
جون كوباياشي (باليابانية: 小林 洵) (7 مايو 1999 في أوساكا في اليابان – )؛ هو لاعب كرة قدم كان يلعب كمدافع.

## وصلات خارجية
- جون كوباياشي على موقع رابطة كرة القدم اليابانية للمحترفين (اليابانية)
- جون كوباياشي على موقع قاعدة بيانات كرة القدم.إي يو (الإنجليزية)
- جون كوباياشي على موقع Soccerway.com (الإنجليزية)